# Fußpflege
Bei der Fußpflege, auch Pediküre (von lateinisch pes, pedis=der Fuß) genannt, werden im Wesentlichen die Zehennägel gekürzt und Hornhaut an den Füßen entfernt (auch die Hornschwielen namens Callositas).
Dagegen befasst sich die medizinische Fußpflege oder Podologie mit der Behandlung der Füße.
Zu dem Kürzen der Nägel und Entfernen der Hornhautschwielen gehören zur podologischen Behandlung auch die vorbeugende Maßnahmen, wie zum Beispiel:
- das Entfernen eines Hühnerauges (Clavus)
- Hilfe bei der Behandlung der Pilznägel (Onychomykose)
- Herstellung einer Orthose für die Zehenfehlstellung
- Herstellung einer Orthonyxiespange für die eingerollten (Ungius convolutus) oder eingewachsenen (Ungius incarnatus) Nägel
- Fußanalyse
- Sensibilitätsprüfung (mit Stimmgabel, TipTherm und Monofilament) der Füße bei Nervenstörungen
- persönliche Beratung des Patienten: Haut- und Fußpflege, richtige Creme, passendes Schuhwerk.

Kosmetische Fußpflegemittel werden unterstützend zur Reinigung, Pflege und Desodorierung der Füße verwendet.
Das Gegenstück für die Hände ist die Maniküre.

## Behandlungsmethoden

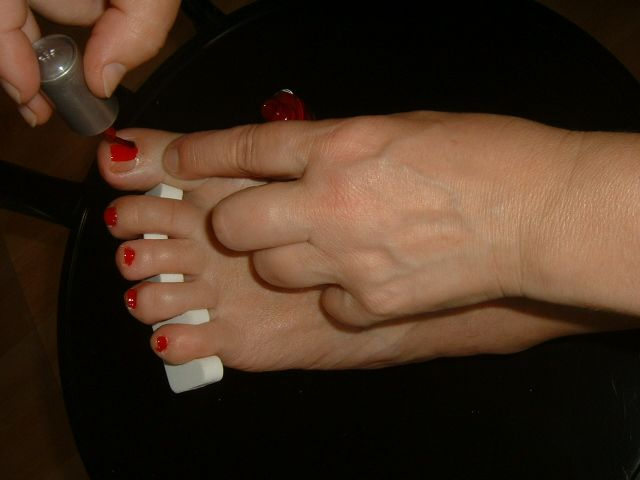
Nagellack wird auf die Zehennägel aufgetragen

Die Pediküre als kosmetische Fußpflege ergänzt die eigene Fußpflege und ist medizinisch nicht notwendig. Eine umfassende Pediküre kann folgende Anwendungen beinhalten:
- Neutrales Fußbad: 10 bis 20 Minuten in warmem Wasser.
- Schneiden der Zehennägel.
- Feilen der Zehennägel mit Entfernen des Nagelpilzes.
- Entfernen der Hornhaut und eventuell vorhandener Hühneraugen.
- Entfernen abgestorbener Nagelhaut.
- Eincremen und Massieren der Füße.
- Lackieren der Zehennägel.

### Kosmetische Fußpflege
Produkte zur Linderung oder Beseitigung von Fußbeschwerden und Erkrankungen, wie Hühneraugenmittel, Fußpilzmittel und Nagelfalztinkturen sind der medizinischen Fußpflege zugeordnet. Produkte zur Reinigung, Pflege und Desodorierung der Füße sind kosmetische Fußpflegemittel. Fußcremes und Fußbalsame pflegen, desinfizieren und beduften die Haut und unterstützen die Massage. Neben der Reinigung und Erfrischung dienen Fußbäder der Durchblutungsförderung, Desodorierung und der Hornhauterweichung. Rubbelcremes ermöglichen eine sanfte Entfernung der Hornhaut. Deodorantien und Antitranspirantien in Form von Sprays, Cremes oder auch Bädern dienen der Kontrolle und Reduktion von Geruchsproblemen. Fußpuder wirken schweißhemmend, schützen vor Geruchsbildung, saugen Feuchtigkeit auf. In Fußcremes findet sich nicht selten der pflanzliche Inhaltsstoff Lavendelöl, welcher als besonders erfrischend und geruchsneutralisierend gilt.

## Geschichte

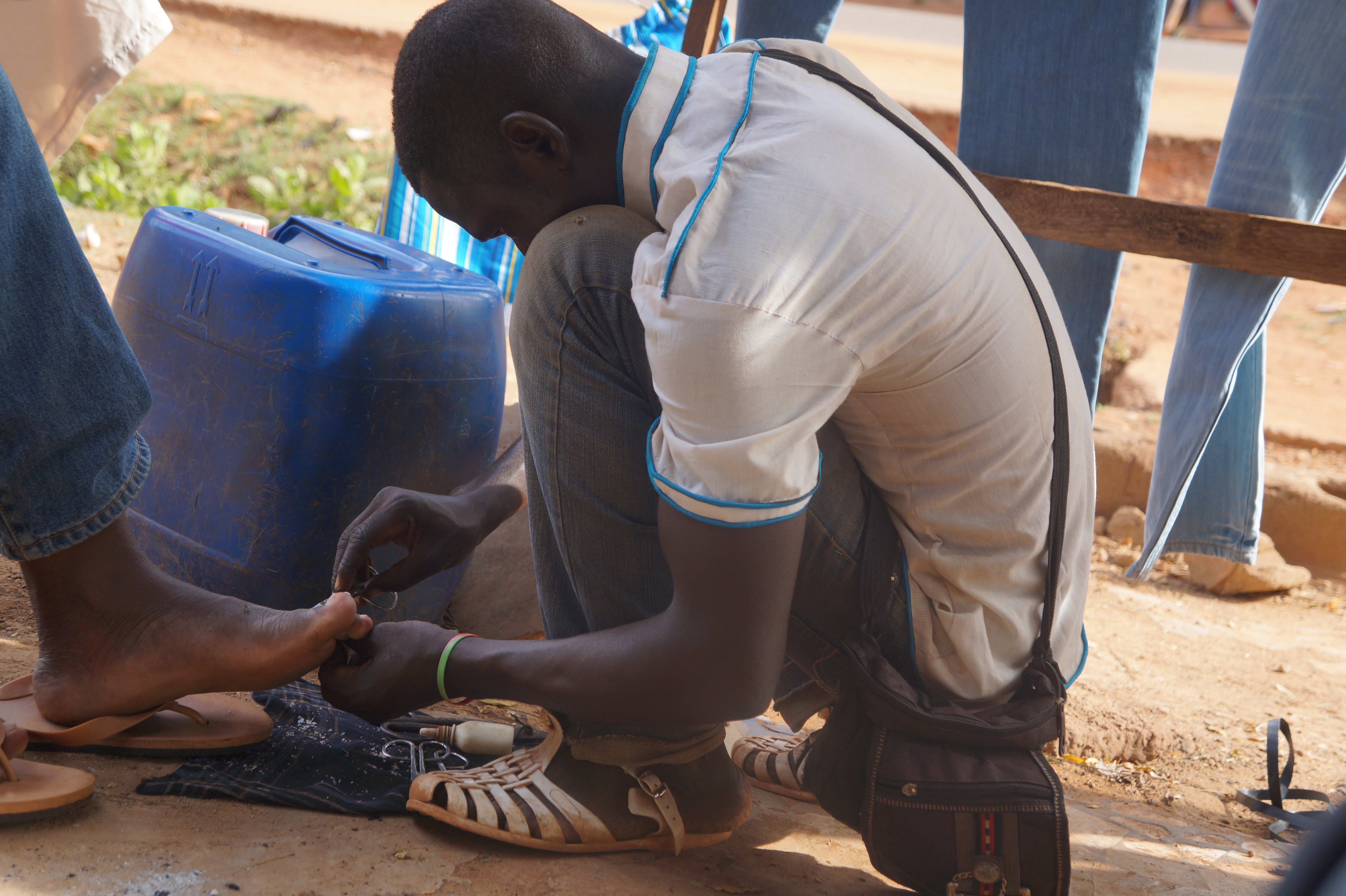
Fußpflege in Bamako

Die Geschichte der Pediküre beziehungsweise der medizinischen Fußpflege beginnt bereits im alten Ägypten im 16. Jahrhundert vor Christus. Im Papyrus Ebers (benannt nach dem damaligen Käufer Georg Ebers), einem „medizinischen Papyrus“, gibt es bereits Hinweise auf Fußpflege beziehungsweise die Verarztung von Leiden an den Füßen, etwa das Wort „Äb“ für Hühnerauge und Zaubersprüche und Rezepte zur Behandlung, wie etwa der Vorschlag zur Behandlung von Hornhaut mit einer Pflasterzubereitung. Auch der Grieche Hippokrates von Kos und der Römer Plinius der Ältere sollen das Hühnerauge erwähnt und behandelt haben.
Die nächsten historischen Aufzeichnungen finden sich erst im Mittelalter Europas wieder, und zwar bei Paulos von Aigina. Er beschreibt die Behandlungsmethoden seiner Zeit und berichtet so zum Beispiel vom „Brenneisen en vogue“. Allgemein kümmerte sich ab dem 12. Jahrhundert der neu entstandene Berufszweig des Baders auch um die Pflege von Füßen, zum Beispiel um die Entfernung von Verhornungen und Warzen.
In der späteren Neuzeit waren es vor allem jüdische Emigranten, die sich der Fußpflege widmeten. Ihnen war es in Deutschland und Österreich untersagt, ein Handwerk auszuüben. Der „Beruf“ des Fußpflegers unterlag damals keiner Innung, deswegen gingen sie dieser Beschäftigung nach, wie Schriften aus England und Frankreich aus der Zeit belegen. Bekannte Fußpfleger dieser Zeit waren Abraham Durlacher und sein Sohn Lewis Durlacher. Letzterer schrieb drei Bücher zum Thema, darunter sein Hauptwerk A Treatise of Corns, das 1945, fast 100 Jahre nach Veröffentlichung, in den USA erneut erschien.
Im 20. Jahrhundert folgten gesetzliche und medizinische Neuerungen, die zum Beruf des Fußpflegers führten und am 2. Januar 2002 im Berufsbild Podologie mündeten.

## Ausbildung

### Deutschland
Die Ausbildung zum (kosmetischen) Fußpfleger wird seit Jahrzehnten in vielfältiger Form (meist Kurse) mit schwankendem Umfang und Inhalten angeboten. Gesetzlich geregelt ist die Ausbildung von Podologen bzw. medizinischen Fußpflegern. Sie arbeiten medizinisch und sind gründlicher (2 Jahre) ausgebildet. Krankenkassen tragen strikt nur noch podologische Leistungen, zum Beispiel für Diabetiker. Betriebswirtschaftlich lohnt die aufwendige Zusatzausbildung für etablierte Fußpfleger kaum.

### Österreich
In Österreich absolvieren Fußpfleger eine zweijährige Lehre in Form einer dualen Ausbildung. Lehrlinge schließen mit der Lehrabschlussprüfung ab und dürfen dann nur Behandlungen durchführen, die nicht ausdrücklich in den Bereich ärztlicher bzw. orthopädischer Behandlung fallen. Um selbständig tätig werden zu können, müssen Fußpfleger eine Befähigungsprüfung ablegen.
Die Ausbildung für den medizinischen Bereich erfolgt an Gesundheitsschulen oder an krankenhauseigenen Ausbildungszentren.
Den Begriff „medizinische Fußpflege“ gibt es in Österreich nicht.